# آلیونا مون
آلیونا مون (به انگلیسی: Aliona Moon) (زاده ۲۵ می ۱۹۸۹) خواننده اهل مولداوی است.